# Rohizno, Sambir
Rohizno (în ucraineană Рогізно) este un sat în comuna Verhivți din raionul Sambir, regiunea Liov, Ucraina.

## Demografie
Componența lingvistică a localității Rohizno
     Ucraineană (99,83%)
     Alte limbi (0,17%)
Conform recensământului din 2001, majoritatea populației localității Rohizno era vorbitoare de ucraineană (99,83%), existând în minoritate și vorbitori de alte limbi.